# HMS Nelson (28)
Pour les autres navires du même nom, voir HMS Nelson.
Le HMS Nelson (pennant number 28) est un  cuirassé britannique construit dans le début des années 1920. C'est la première unité de la classe Nelson, suivi par le HMS Rodney. Il est nommé en l'honneur de Horatio Nelson, vainqueur de la bataille de Trafalgar.

## Construction
Construit selon les contraintes du traité naval de Washington (35 000 tonnes maximum, calibre 406 mm) et adapté depuis la classe de croiseur de bataille G3 annulée avec la fin de Première Guerre mondiale, le HMS Nelson hérite d'une ligne originale avec ses trois tourelles avant et le château placé en arrière du navire. De plus un nouveau type de blindage, constitué de ballasts remplis d'eau de mer situés sous la ligne de flottaison, permettait de répartir sur toute la longueur de la coque les effets d'un impact de torpille.
La construction commence le 28 décembre 1922, il est lancé le 3 septembre 1925 et entre en service le 10 septembre 1930.

### Silhouette inhabituelle
En raison des limitations du traité de Washington l'artillerie principale est répartie en seulement trois tourelles, rassemblées sur l'avant et au centre du navire. les superstructures (mâts, cheminées, bloc passerelle de commandement ) sont rejetées sur l'arrière, donnant au HMS Nelson et à son navire-jumeau, le HMS Rodney, une silhouette pour le moins bizarre, ressemblant vaguement à celle d'un pétrolier ravitailleur d'escadre. Dans la Royal Navy, les pétroliers ravitailleurs ont traditionnellement des noms terminées par le suffixe -ol .... Il n'en faudra pas plus pour que les matelots britanniques affublent plaisamment les deux cuirassés, considérés comme très disgracieux, des sobriquets HMS Rodnol et HMS Nelsol.

## Service

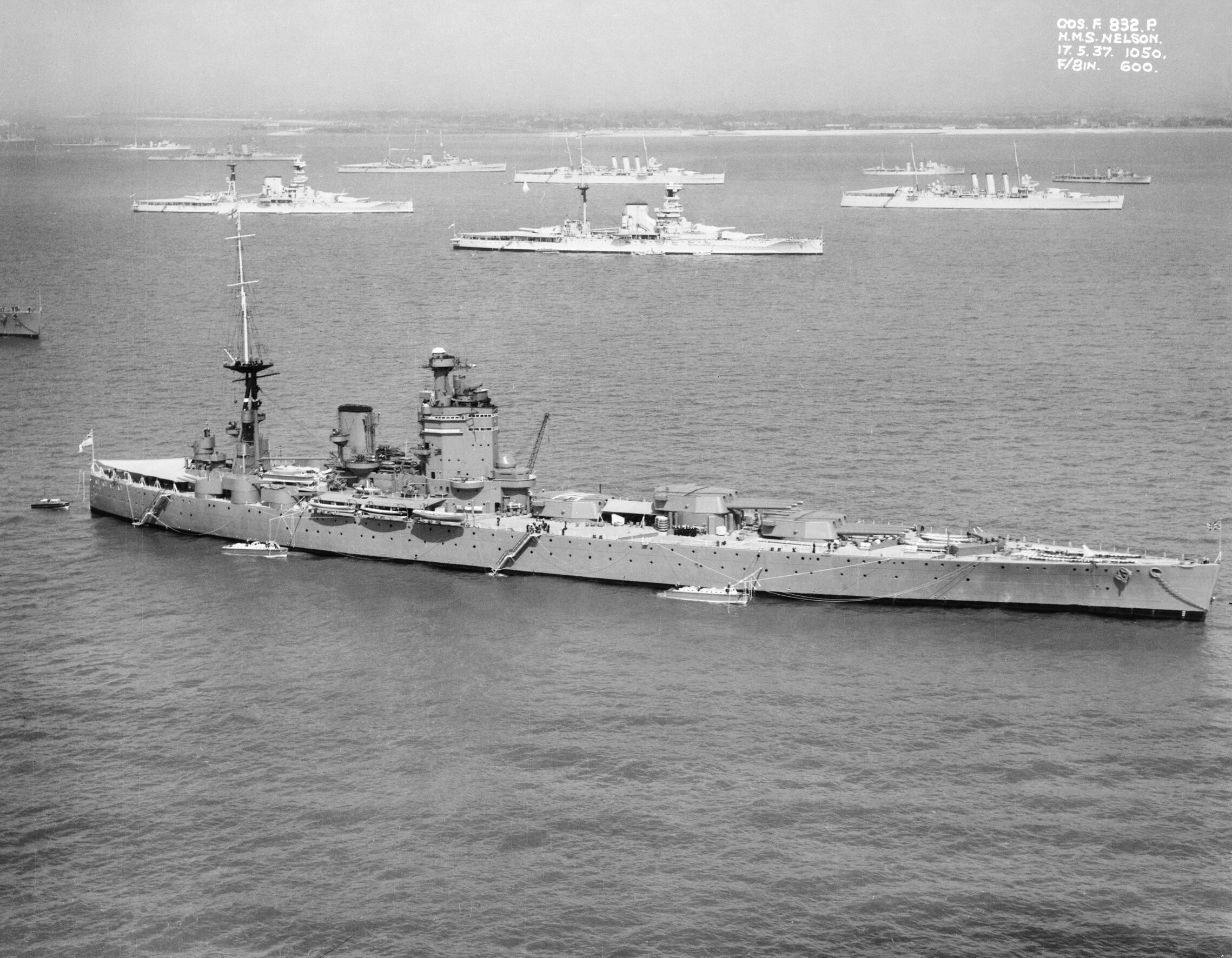
Le HMS Nelson en 1937

Au début de la Seconde Guerre mondiale, le Nelson est affecté à la Home Fleet qui est déployée en mer du Nord. Le 30 octobre 1939, il est touché par trois torpilles lancées par le sous-marin allemand U-56 mais aucune n'explose. En décembre 1939, il est endommagé par une mine posée par le U-31 dans le Loch Ewe en Écosse et subit des réparations jusqu'à l'été 1940. 
En juin 1941, il est affecté à la Force H, présente en mer Méditerranée avec des fonctions d'escorte et de perturbation des convois italiens. Le 27 septembre 1941, lors des événements de l'opération Halberd, il est gravement endommagé par une attaque de bombardiers torpilleurs Reggiane Re.2002 de la Regia Aeronautica et est rapatrié à Malte pour effectuer les premières réparations et retourne en Angleterre jusqu'en mai 1942 pour y être remis complètement en état. Il revient en Méditerranée en août 1942 en tant que vaisseau amiral de la Force H, escortant les convois à destination de Malte. En novembre 1942, il participe à l'opération Torch avec des fonctions de soutien. En juillet 1943, il participe au débarquement en Sicile où, le 16 juillet 1943, il est encore endommagé par un chasseur-bombardier italien. En septembre, il est présent au débarquement de Salerne, pour des missions de bombardement de la côte napolitaine.
L'armistice italien est signé à son bord par Eisenhower et Pietro Badoglio le 29 septembre 1943. Après un rapide soutien à la bataille de Normandie, le Nelson met le cap sur la côte est des États-Unis pour y être modernisé. Il reprend la mer début 1945 et est assigné à l’Eastern Fleet en Extrême-Orient. Il rentre en Angleterre fin 1945 pour être le remplaçant du Rodney, (son sister-ship), comme navire amiral de la Home Fleet jusqu'à l'été 1946 où il est affecté à l'entrainement et à la formation du personnel. Il est désarmé en 1948 et servira de cible pour exercices, avant d'être vendu à la démolition en 1949.

### Sources
- Navires de la Seconde Guerre mondiale Éditions Atlas pour Maxi-Livres.

- (en) Cet article est partiellement ou en totalité issu de l’article de Wikipédia en anglais intitulé « HMS Nelson (28) » (voir la liste des auteurs).